# استوانه اونیل

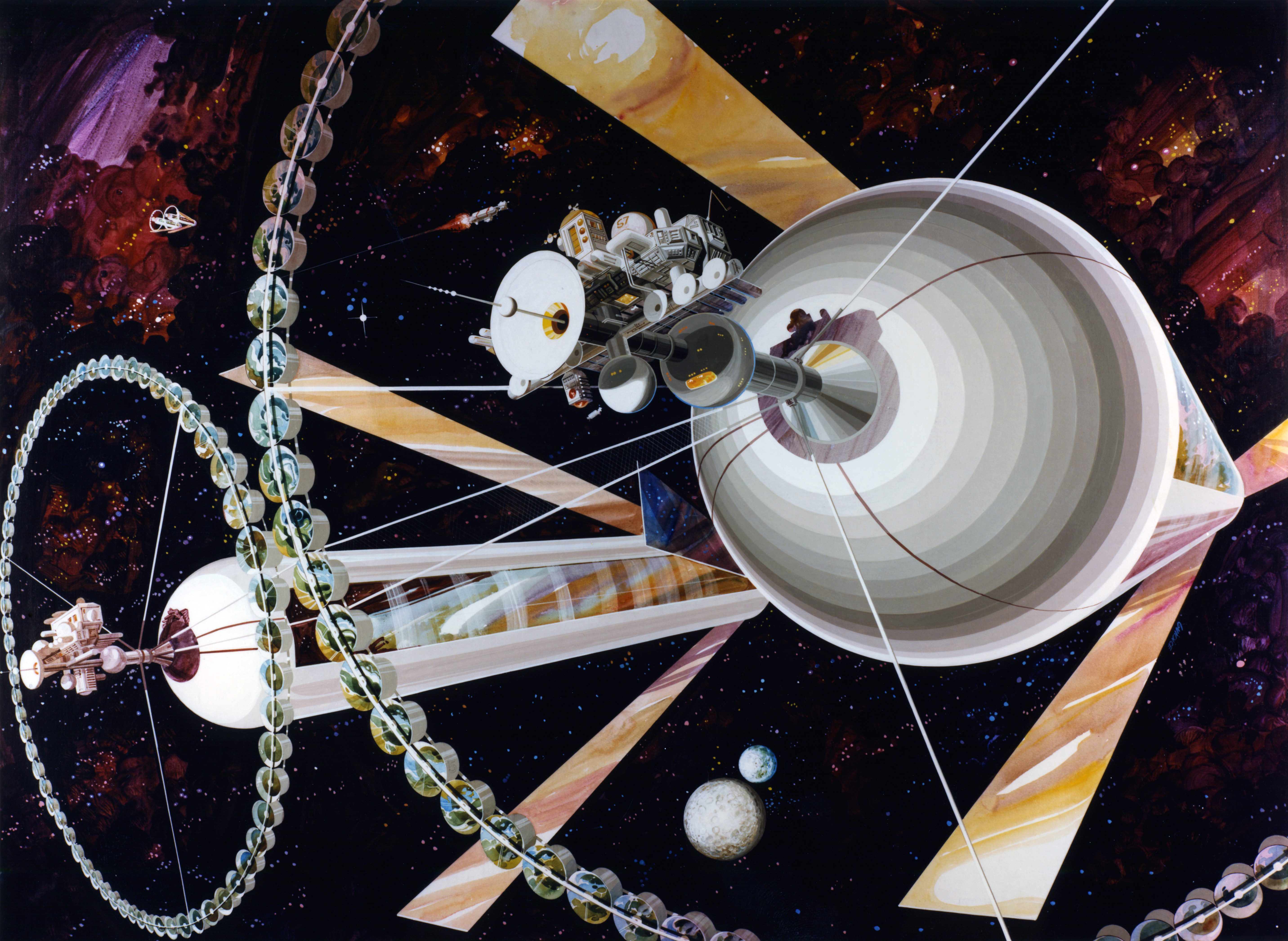
یک جفت از استوانهٔ اونیل

استوانهٔ اونیل یک زیستگاه فضایی است که فیزیکدان آمریکایی جرارد اونیل در سال ۱۹۷۶ در کتاب خود طراحی کرد. اونیل پیشنهاد استعمار فضا را در سده ۲۱ برای به‌کارگیری مواد استخراجی از ماه و سپس از دیگر سیارک‌ها را داد.